# Bruyères-sur-Oise
Bruyères-sur-Oise és un municipi francès, situat al departament de Val-d'Oise i a la regió de Illa de França. L'any 2007 tenia 3.297 habitants.
Forma part del cantó de L'Isle-Adam, del districte de Pontoise i de la Comunitat de comunes de l'Haut Val-d'Oise.

## Demografia

### Població
El 2007 la població de fet de Bruyères-sur-Oise era de 3.297 persones. Hi havia 1.078 famílies, de les quals 167 eren unipersonals (73 homes vivint sols i 94 dones vivint soles), 284 parelles sense fills, 511 parelles amb fills i 116 famílies monoparentals amb fills.
La població ha evolucionat segons el següent gràfic:
Habitants censats

### Habitatges
El 2007 hi havia 1.132 habitatges, 1.100 eren l'habitatge principal de la família, 7 eren segones residències i 25 estaven desocupats. 921 eren cases i 203 eren apartaments. Dels 1.100 habitatges principals, 715 estaven ocupats pels seus propietaris, 379 estaven llogats i ocupats pels llogaters i 6 estaven cedits a títol gratuït; 14 tenien una cambra, 70 en tenien dues, 147 en tenien tres, 350 en tenien quatre i 520 en tenien cinc o més. 906 habitatges disposaven pel capbaix d'una plaça de pàrquing. A 517 habitatges hi havia un automòbil i a 492 n'hi havia dos o més.

### Piràmide de població
La piràmide de població per edats i sexe el 2009 era:
| Homes | Edats   | Dones |
| ----- | ------- | ----- |
| 0     | 95 o +  | 0     |
| 0     | 90 a 94 | 16    |
| 8     | 85 a 89 | 4     |
| 8     | 80 a 84 | 4     |
| 16    | 75 a 79 | 20    |
| 32    | 70 a 74 | 24    |
| 48    | 65 a 69 | 48    |
| 52    | 60 a 64 | 60    |
| 80    | 55 a 59 | 60    |
| 92    | 50 a 54 | 120   |
| 164   | 45 a 49 | 104   |
| 152   | 40 a 44 | 172   |
| 108   | 35 a 39 | 132   |
| 120   | 30 a 34 | 88    |
| 133   | 25 a 29 | 140   |
| 132   | 20 a 24 | 124   |
| 196   | 15 a 19 | 168   |
| 176   | 10 a 14 | 156   |
| 144   | 5 a 9   | 116   |
| 100   | 0 a 4   | 88    |

## Economia
El 2007 la població en edat de treballar era de 2.326 persones, 1.733 eren actives i 593 eren inactives. De les 1.733 persones actives 1.513 estaven ocupades (802 homes i 711 dones) i 220 estaven aturades (120 homes i 100 dones). De les 593 persones inactives 148 estaven jubilades, 283 estaven estudiant i 162 estaven classificades com a «altres inactius».

### Ingressos
El 2009 a Bruyères-sur-Oise hi havia 1.204 unitats fiscals que integraven 3.704,5 persones, la mediana anual d'ingressos fiscals per persona era de 18.769 €.

### Activitats econòmiques
Dels 90 establiments que hi havia el 2007, 2 eren d'empreses extractives, 1 d'una empresa alimentària, 2 d'empreses de fabricació de material elèctric, 8 d'empreses de fabricació d'altres productes industrials, 14 d'empreses de construcció, 10 d'empreses de comerç i reparació d'automòbils, 14 d'empreses de transport, 3 d'empreses d'hostatgeria i restauració, 2 d'empreses d'informació i comunicació, 6 d'empreses financeres, 4 d'empreses immobiliàries, 10 d'empreses de serveis, 11 d'entitats de l'administració pública i 3 d'empreses classificades com a «altres activitats de serveis».
Dels 21 establiments de servei als particulars que hi havia el 2009, 1 era una oficina de correu, 2 tallers de reparació d'automòbils i de material agrícola, 1 establiment de lloguer de cotxes, 1 autoescola, 3 guixaires pintors, 2 fusteries, 4 lampisteries, 1 electricista, 1 empresa de construcció, 1 perruqueria, 3 restaurants i 1 agència immobiliària.
Dels 2 establiments comercials que hi havia el 2009, 1 era una gran superfície de material de bricolatge i 1 una botiga de menys de 120 m².

## Equipaments sanitaris i escolars
L'únic equipament sanitari que hi havia el 2009 era una farmàcia.
El 2009 hi havia 2 escoles maternals i 2 escoles elementals.

## Poblacions més properes
El següent diagrama mostra les poblacions més properes.